# Amaurobius cretaensis
Espèce
Amaurobius cretaensis est une espèce d'araignées aranéomorphes de la famille des Amaurobiidae.

## Distribution
Cette espèce est endémique de Crète en Grèce. Elle se rencontre sur le mont Dicté.

## Description
Les femelles mesurent de 5,4 à 6,6 mm.

## Étymologie
Son nom d'espèce, composé de creta et du suffixe latin -ensis, « qui vit dans, qui habite », lui a été donné en référence au lieu de sa découverte, la Crète.

## Publication originale
- Wunderlich, 1995 : Beschreibung einer bisher unbekannten Art der Gattung Amaurobius C. L. Koch 1837 von Kreta (Arachnida: Araneae: Amaurobiidae). Beiträge zur Araneologie, vol. 4, p. 729-730.